# Обучение чрез проучване
Обучение чрез проучване / изследване (на английски: Inquiry-based learning) е процес на обучение, в чиято среда, обучаемите са въвлечени в дейности, подтикващи ги да задават въпроси, да провеждат проучване, да разрешават дадени проблеми и по този начин да достигнат до определени изводи за заобикалящия ги свят.
Проучването, като подход към процеса на обучение, включва изследване на реалния и предметния свят, предизвиквайки задаването на въпроси и правенето на открития по пътя на търсене на нови схващания. Процесът на изследване се ръководи единствено от любопитството на обучаемия, от интересите или желанието му да разбере дадено наблюдение или да реши проблем.
Процесът започва, когато се забележи нещо интригуващо, изненадващо или такова, което предизвиква въпроси – нещо ново, нещо нелогично, което няма връзка с предишния опит на обучаемия или със сегашно негово схващане. Следващата стъпка е самото действие, изразяващо се в продължително наблюдение, задаване на въпроси, правене на предположения, тестване на хипотези, издигане на теории и концептуални модели. По време на целия процес обучаемият трябва да намери свой собствен път. Рядко се случва той да е линеен, по-често обучаемият се лута насам-натам, върви по цикличен път или следва поредица от събития. Колкото повече напредва процесът, толкова повече въпроси изникват, като стават причина за по-задълбочено взаимодействие и връзка с новите открития и заедно с това предполагат по-голяма вероятност за по-нататъшно усъвършенстване на разбирането. Изследващият събира и записва информацията, представя резултатите и съответните обяснения, използва различни източници като книги, филми или вижданията на други хора. Извличането на смисъл от експеримента изисква отзвуци, коментари, разговори и сравнения с откритията на други, интерпретация на данните и наблюденията. Всичко това помага на обучаемите да конструират нови смислени рамки на света.
При обучението чрез проучване преподавателят подпомага или насочва обучаемия в процеса на самооткриване и създаване на негово собствено схващане за света.